# Calore Irpino
A Calore Irpino folyó Dél-Olaszország Campania régiójában. Az Irpino nevet megkülönböztetésképpen kapta a Calore Lucano folyótól. A Volturno legnagyobb mellékfolyója.
A Monte Cervialto lejtőiről ered, áthalad Avellino és Benevento megyén, majd a Volturnóba ömlik. Három szakasza különíthető el:
- felső szakasz: a forrásvidéktől egészen Paduliig tart. A folyónak ezen a szakaszon gyors, bővizű hegyipatak jellege van. Paduli előtt beleömlik az Ufita.
- középső szakasz: a Paduli és Castelpoto közötti dombvidéken kanyarog. Ezen a szakaszon ömlik bele a Sabato.
- alsó szakasz: ezen a szakaszon jelentősen kiszélesedik, miután több kisebb vízfolyás beletorkollik. Végül Amorosi település mellett beömlik a Volturnóba.